# Římskokatolická farnost Velká Losenice
Římskokatolická farnost Velká Losenice je územním společenstvím římských katolíků v rámci havlíčkobrodského vikariátu královéhradecké diecéze.

## O farnosti

### Historie
Velká Losenice vznikla ve 12. století. Místní kostel je gotická stavba na místě starší stavby, která vznikla současně s vesnicí. Farnost při kostele vlivem dějinných událostí zanikla, kostel 7. dubna 1621 vyhořel. Losenice se stala filiálkou Polné. Samostatná farnost byla obnovena v roce 1746.

### Duchovenstvo farnosti

#### Duchovní správci
- 1970/1971 R.D. Jaroslav Bošina (farář)
- od 1. února 2008 R.D. Mgr. Daniel Kolář (farář, předtím administrátor)

#### Kněží pocházející z farnosti
- Zdenek Wasserbauer, pocházející ze Sázavy, kněz pražské arcidiecéze, od roku 2018 pomocný biskup pražský

### Současnost
Farnost má sídelního duchovního správce, který je zároveň administrátorem ex currendo farnosti Havlíčkova Borová. Od roku 2015 probíhá stavba kaple Panny Marie Karmelské v přifařené vsi Sázavě, kde doposud byl pouze evangelický kostel.
| Fotografie | Kostel                        | Místo          | Bohoslužba                              | Bohoslužba                                                              | Poznámka     |
| ---------- | ----------------------------- | -------------- | --------------------------------------- | ----------------------------------------------------------------------- | ------------ |
|            | Kaple Nanebevzetí Panny Marie | Malá Losenice  | 1. čtvrtek v měsíci                     | 18.00 v zimě, 19.00 v létě                                              | obecní kaple |
|            | Kaple Panny Marie Karmelské   | Sázava         | bohoslužby podle ohlášení 1x-2x měsíčně | bohoslužby podle ohlášení 1x-2x měsíčně                                 | obecní kaple |
|            | Kostel sv. Jakuba Staršího    | Velká Losenice | neděle pondělí středa pátek             | 8.00; 11.00 18.00 v zimě, 19.00 v létě 17.00 18.00 v zimě, 19.00 v létě | farní kostel |
|            | Kaple                         | Vepřová        | 2. čtvrtek v měsíci                     | 18.00 v zimě, 19.00 v létě                                              | obecní kaple |